# Orianthi Panagaris
Orianthi Penny Panagaris, nota anche con lo pseudonimo di Orianthi (Adelaide, 22 gennaio 1985), è una cantautrice e chitarrista australiana, divenuta celebre soprattutto per aver suonato con Michael Jackson e Alice Cooper.

## Biografia

### Gli inizi
Nasce ad Adelaide (Australia) nel 1985 da genitori di origine greca. Inizia a suonare pianoforte a 3 anni e a 6 inizia a studiare la chitarra acustica come suo padre, che suonava in un gruppo greco. Passa alla chitarra elettrica all'età di 11 anni e a 15 abbandona la scuola per concentrarsi allo studio dello strumento ed alla scrittura di canzoni.

### La carriera
Ha suonato in diverse band da quando aveva 14 anni nel Regno Unito, dove è cresciuta, e in Francia. Il suo primo show di supporto è stato per Steve Vai, a 15 anni. Orianthi ha avuto l'opportunità di incontrare e suonare con Carlos Santana quando aveva 18 anni, nella sua città natale, al Memorial Drive. Egli ha invitato Orianthi sul palco a suonare con lui al soundcheck e al concerto. Ha firmato con la Geffen Records, e vive a Los Angeles, Stati Uniti d'America, Regno Unito e Giappone.
Orianthi ha suonato con Prince, ha fatto un video-clip per Panasonic HD, una canzone sul film Bratz, ha suonato con Eric Clapton al Crossroads Guitar Festival, è apparsa sul New York Times, sezione business promozione eco-friendly chitarre acustiche. È stata nominata nel 12° Greatest Female Electric Guitarists. È apparsa anche alla 51ª edizione dei Grammy Awards come chitarrista di Carrie Underwood (vincitrice della quarta edizione di American Idol), dove la stessa Underwood l'ha invitata a diventare membro della sua band.
Nel 2007 ha pubblicato il suo primo album solista, Violet Journey.

### Con Michael Jackson
Orianthi è stata chitarrista solista di Michael Jackson e ha partecipato a tutte le prove per il suo tour This Is It, prima della morte della popstar. Si è esibita alla cerimonia di commemorazione avvenuta a Jackson il 7 luglio 2009.
Il 27 ottobre 2009 viene pubblicato il suo secondo album, Believe, prodotto da Howard Benson (The All-American Rejects, Daughtry, My Chemical Romance, Three Days Grace); avrebbe dovuto essere pubblicato prima, ma Geffen ha posticipato la data per farlo uscire in concomitanza col film This Is It. Il primo singolo estratto dall'album, According to You, è stato incluso nei videogiochi Rock Band 2 e Dance Dance Revolution; un altro brano, Suffocated, è presente in Guitar Hero: Warriors of Rock.

### Dopo Michael Jackson

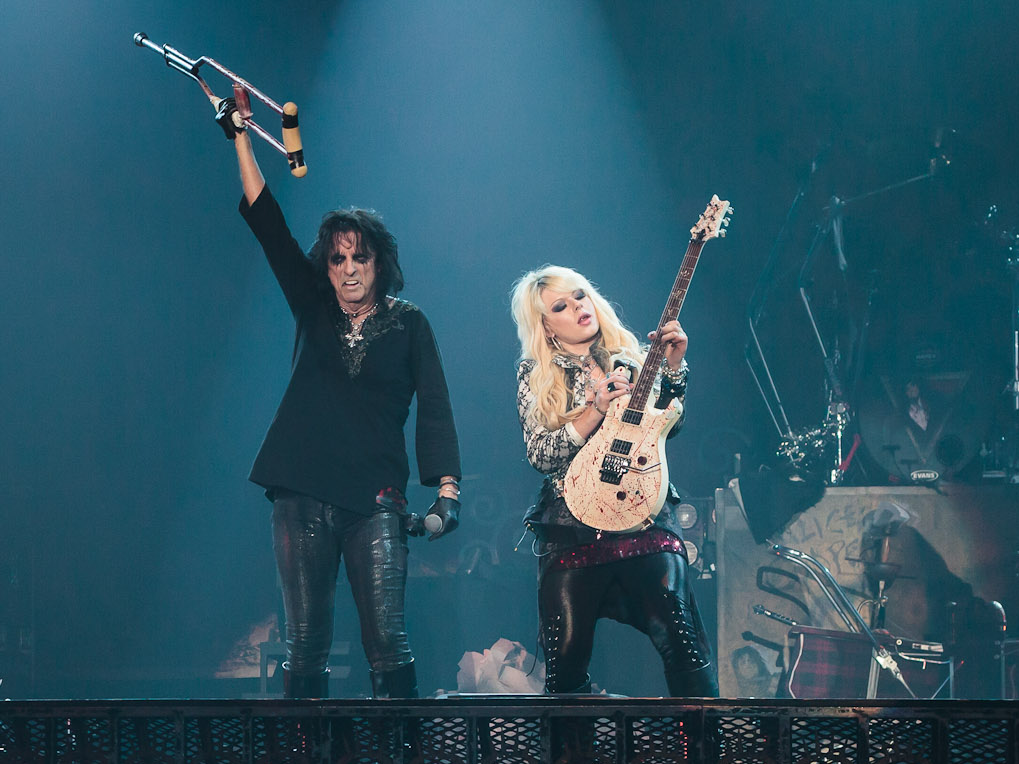
Orianthi in concerto con Alice Cooper nel 2012.

Nel 2010 partecipa alla registrazione del singolo benefico We Are the World 25 for Haiti.
Nell'agosto 2011 entra a far parte della band di Alice Cooper come chitarrista solista, sostituendo Damon Johnson, il quale è stato ingaggiato dai Thin Lizzy. Prima donna a militare nella band di Cooper, sostenne con la band due tour mondiali in promozione dell'album Welcome 2 My Nightmare, affiancata dal veterano Steve Hunter e da Tommy Henriksen. Nel 2014 venne sostituita da Nita Strauss delle Iron Maidens.
Successivamente è apparsa come chitarrista di molti altri artisti, tra cui Michael Bolton, David A. Stewart e James Durbin.
A partire da giugno 2014 si è esibita in una serie di concerti con Richie Sambora, durante i quali il duo ha reinterpretato i più grandi successi dei Bon Jovi.

## Discografia

### Da solista

#### Album in studio
- 2007 - Violet Journey
- 2009 - Believe
- 2013 - Heaven in This Hell
- 2020 - O
- 2022 - Rock Candy

#### Album dal vivo
- 2022 - Live from Hollywood

#### EP
- 2011 - Fire

#### Singoli
- 2009 - According to You
- 2010 - Shut Up and Kiss Me
- 2010 - Courage
- 2013 - Frozen
- 2013 - Sex E Bizarre

### Con Michael Jackson
- 2009 - The Music That Inspired The Movie: Michael Jackson's This Is It
- 2010 - Michael

### Altre apparizioni
- 2009 - Brian Ray – Les Paul Tribute
- 2009 - Mary J. Blige – Stronger with Each Tear
- 2010 - Artists for Haiti – We Are the World 25 for Haiti
- 2010 - Allison Iraheta – Don't Waste the Pretty
- 2010 - David Garrett – Walk This Way
- 2010 - My Darkest Days – My Darkest Days
- 2011 - Adam Lambert – Sleepwalker
- 2011 - Fefe Dobson – Can't Breathe
- 2011 - Michael Bolton – Steel Bars
- 2011 - Tokyo Police Club – Little Sister
- 2011 - Mohit Chauhan – Saadda Haq
- 2011 - Kylee Saunders – 17
- 2012 - Dave Stewart – Girl in a Catsuit
- 2012 - The Fairchilds – High
- 2015 - Hollywood Vampires – Hollywood Vampires

## Filmografia
- Rock Prophecies, regia di John Chester (2009)
- Michael Jackson's This Is It, regia di Kenny Ortega (2009)

## Strumentazione

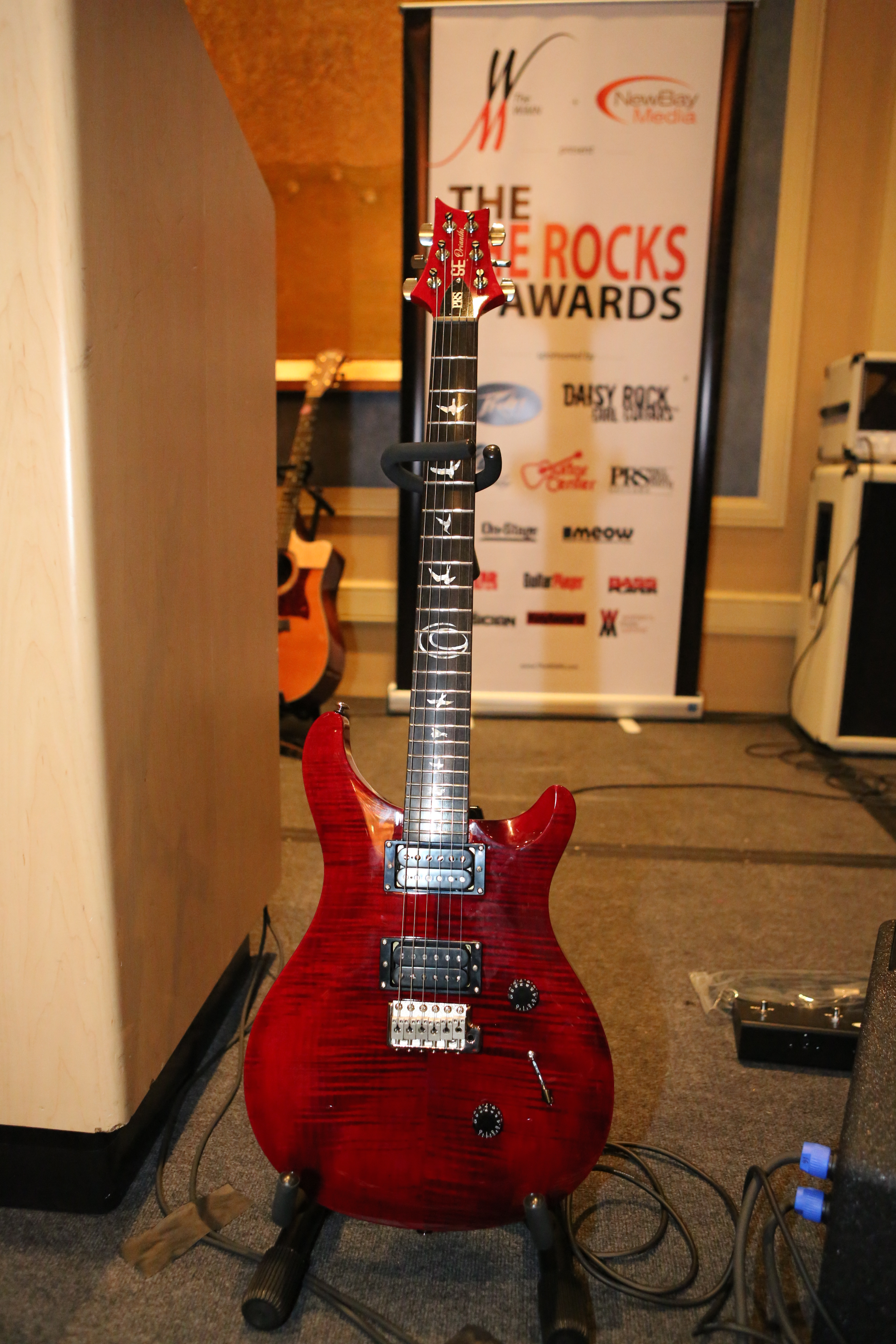
PRS SE Orianthi.

Orianthi suona principalmente chitarre PRS, la cui ditta le ha dedicato una signature, la PRS SE ORIANTHI.